# Atletismo nos Jogos Pan-Americanos de 1955 - 5000 m masculino
A prova dos 5000 m masculino nos Jogos Pan-Americanos de 1955 foi realizada na Cidade do México, México.

## Medalhistas
| Ouro                         | Prata                                 | Bronze                 |
| Osvaldo Suárez ARG Argentina | Horace Ashenfelter USA Estados Unidos | Jaime Correa CHI Chile |

## Resultados
| Posição           | Nome                | Nacionalidade      | Tempo   | Notas |
| ----------------- | ------------------- | ------------------ | ------- | ----- |
| Medalha de ouro   | Osvaldo Suárez      | ARG Argentina      | 15:30.6 |       |
| Medalha de prata  | Horace Ashenfelter  | USA Estados Unidos | 15:31.4 |       |
| Medalha de bronze | Jaime Correa        | CHI Chile          | 15:39.2 |       |
| 4                 | Gordon McKenzie     | USA Estados Unidos | 15:52.8 |       |
| 5                 | Francisco Hernández | MEX México         | 16:02.4 |       |
| 6                 | Jesús González      | MEX México         | 16:25.4 |       |
| 7                 | Isidoro Reséndiz    | MEX México         | N/D     |       |
| 8                 | Edgard Freire       | BRA Brasil         | N/D     |       |